# Batam (Tunisie)

Logo de Batam.

Batam est un groupe tunisien de distribution alimentaire et de produits électroménagers. Jusqu'en 1999, le groupe est considéré comme le leader national de la grande distribution mais, à partir de 2001, il entame une longue dégringolade caractérisée par un fort endettement et le déficit de ses comptes.

## Histoire

### Phase d'expansion
C'est en août 1988, munis d'un capital initial de 25 000 dinars que les deux frères Maher et Taïeb Ben Ayed décident de fonder le groupe en pratiquant la logique de crédit à la consommation à grande échelle.
Profitant de l'expansion de la classe moyenne tunisienne et de l'amélioration du niveau de vie, le groupe y trouve la plate-forme propice pour son développement et pour se faire connaître : un ménage tunisien sur quatre s'équipe rapidement chez Batam. Néanmoins, à partir de 1999, le groupe connaît une expansion « trop rapide ». À coup d'emprunts auprès de banquiers « trop accommodants », le groupe entend diversifier son activité en faisant une acquisition effrénée de fonds de commerce et d'autres biens immobiliers, en investissant dans les articles pour enfants (avec sa filiale Kinderland), le tourisme (avec son agence de voyages Easy Tours) ou encore la quincaillerie (avec sa filiale General Metal).
Une telle expansion du groupe permet au chiffre d'affaires de passer de 124 à 224 millions de dinars entre 1999 et 2001. En avril 1999, le groupe annonce son entrée en bourse par le biais de sa principale filiale, la société Héla, spécialisée dans l'électroménager. Alors que seulement de 30 % du capital est ouvert au public au prix de 23 dinars par action, plus de 50 % du capital du groupe demeure entre les mains de la famille Ben Ayed.

### Problèmes croissants
Mais cette expansion réalisée grâce aux multiples acquisitions jugées précipitées contraste avec les déséquilibres financiers que porte le groupe. Avec des créances impayées, des fournisseurs non acquittés, une mauvaise gestion interne et une stagnation conjoncturelle du marché de la consommation à partir de 2000, Batam s'enfonce dans une spirale de l'endettement qu'elle cherche à couvrir en sollicitant le recours à de nouveaux emprunts obligataires notamment pour  alimenter les fonds de roulements de ses principales filiales en difficulté. La réticence des banquiers à entretenir la dette, la plainte de quelques fournisseurs et l'inquiétude des petits actionnaires sur le dérapage du groupe, conduisent à la mise en œuvre d'un plan de restructuration en octobre 2001. Il prévoit l'allégement de la dette du groupe en réduisant les coûts excessifs (fermetures de quelques points de vente et licenciement économique de 300 salariés) et la cessation des activités peu ou pas rentables (vente de Kinderland et Mediastore et cessation de Easy Tours au groupe Karthago).
Mais le surendettement excessif du groupe (300 millions de dinars de dettes contre 30 millions de dinars de fonds propres), la baisse sensible du chiffre d'affaires des deux poids lourds du groupe (Bonprix et Héla Électroménager et Confort totalisent 78 % du chiffre d'affaires global en 2001) jettent des doutes sur la capacité du groupe à s'en sortir. En septembre 2002, les cours de Batam dégringolent à cinq dinars à la bourse de Tunis,. Craignant l'impact des coûts sociaux et financiers qu'induirait la liquidation du groupe, l'État décide, le 5 octobre 2002, de lancer une procédure de redressement judiciaire. Ali Debaya, ancien président de la Société tunisienne de banque, est chargé de négocier avec les créanciers et les partenaires sociaux une solution équitable pour l'assainissement du groupe.

### Rachat
Le plan d'assainissement permet finalement de garder 10 des 14 entreprises mises sous administration judiciaire, de sauver 1 600 postes et d'alléger un tiers de la dette du groupe. En 2007, Batam n'est plus le leader sur le marché mais le groupe dans sa nouvelle formule subsiste pour autant grâce à la recomposition du paysage financier de ses deux principales entreprises (Bonprix et Héla) via l'entrée de trois grands nouveaux actionnaires dont ABS et Électrostar. Le 11 octobre 2007, Batam est racheté par Samir Dhiab et Hamadi Makni via la société Concorde pour un montant de 7,7 millions de dinars.
Les travaux de remise en état commencent dès l'installation des nouveaux propriétaires : une action marketing est lancée, annonçant la réouverture et la reprise de l'activité, l'enseigne Batam est conservée et seul le graphisme en est modifié. Toutefois, le contrat de vente stipulait l'obligation pour la société Concorde de continuer à employer tout le personnel travaillant pour la société Héla dont une liste est établie et annexée au cahier des charges tout en préservant leurs anciennetés et leurs avantages acquis. Par la suite, le copropriétaire de la société Concorde, Mohamed Makni, finit par démissionner de sa qualité de gérant et se fait remplacer par deux cogérants, Fahmi M'hiri et Mohamed Nacer Soyah, pour la période allant du 11 août 2008 au 10 août 2011.